# Мария Саратини
Мария Саратини (на италиански и на испански: María Zarattini) е италианска писателка и сценаристка, работила в Мексико.
Реализира цялата си кариера в мексиканската компания „Телевиса“..

## Творчество

### Оригинални истории
- Да лъжеш, за да живееш (2013)[3]
- Силата на съдбата[4] (2011)[5]
- Изпепеляваща страст (2007/08)
- Пробуждане (2005/06)[6]
- Триъгълник (1992)
- Балада за една любов (1989/90)
- С чиста кръв (1985/86)
- Ти или никоя (1985)
- Al final del arco iris (1982) с Хосе Рендон
- Al rojo vivo (1980/81) с Хосе Рендон

### Адаптации
- Ако Бог ми отнеме живота (1995) с Витория Саратини, оригинал от Мариса Гаридо
- Диво сърце (1993/94) оригинал от Каридад Браво Адамс
- Destino (1990) втора част с Витория Саратини, оригинал от Фернанда Вийели и Мариса Гаридо
- Сватби по омраза (1983/84) оригинал от Каридад Браво Адамс
- Първа част на Богатите също плачат (1979/80) оригинал от Инес Родена
- Lágrimas negras (1978) оригинал от Инес Родена

### Нови версии, пренаписани от нея
- Капризи на съдбата (2009) версия на теленовелата Ти или никоя[7]
- Истинска любов (2003) версия на теленовелата Сватби по омраза
- Златна клетка (1997) версия на теленовелата С чиста кръв

### Нови версии, пренаписани от други
- Кабо (2022-2023), написана от Хосе Алберто Кастро и Ванеса Варела, базирана на Ти или никоя
- Богатите също плачат (2022) написана от Естер Фелдман и Роса Саласар Аренас, базирана на Богатите също плачат
- Това, което животът ми открадна (2013/14) написана от Хуан Карлос Алкала, базирана на теленовелата Сватби по омраза
- Смела любов (2012) написана от Марта Карийо и Кристина Гарсия, базирана на теленовелата С чиста кръв
- El precio de tu amor (2000) написана от Орландо Мерино и Хайме Гарсия Естрада, базирана на теленовелата Al rojo vivo
- Acapulco bay (1995) написана от Марк Джеймс Джерсън, базирана на теленовелата Ти или никоя
- Акапулко, тяло и душа (1995/96) написана от Ерик Вон, базирана на теленовелата Ти или никоя

## Награди и номинации
Награди TVyNovelas
| Година | Категория                        | Теленовела             | Резултат   |
| ------ | -------------------------------- | ---------------------- | ---------- |
| 2014   | Най-добър сценарий или адаптация | Да лъжеш, за да живееш | Номинирана |
| 2012   | Най-добър сценарий или адаптация | Силата на съдбата      | Печели     |
| 2008   | Най-добра история или адаптация  | Изпепеляваща страст    | Номинирана |
| 2004   | Най-добър сценарист              | Истинска любов         | Печели     |
| 1991   | Най-добър сценарист              | Destino                | Печели     |
| 1986   | Най-добър сценарист              | С чиста кръв           | Печели     |
| 1986   | Най-добър сценарист              | Ти или никоя           | Номинирана |

Califa de Oro
| Година                          | Категория      | Теленовела | Резултат |
| ------------------------------- | -------------- | ---------- | -------- |
| 2003                            |                |            |          |
| Най-добър телевизионен сценарий | Истинска любов | Печели     |          |

Círculo Nacional de Periodistas en México (Sol de Oro)
| Година | Категория           | Работа         | Резултат |
| ------ | ------------------- | -------------- | -------- |
| 2004   | Най-добра адаптация | Истинска любов | Печели   |